# Waxhaw Indijanci
Waxhaw (Waxhau, Flatheads), pleme Siouan Indijanaca nekad naseljeno na područjima današnjih okruga Lancaster u Južnoj Karolini i Union i Mecklenburg u Sjevewrnoj Karolini. 

## Ime
Značenje riječi Waxhaw nije poznato (Swanton), a moguće značenje je 'People of the Cane.' Svoje drugo ime, Flatheads, dobili su zbog običaja deformacije lubanje koju su vršili kod malene djece. Naziv Wisacky za njih je koristio John Lederer koji o njima piše 1670. 

## Povijest
Waxhaw Indijance 1566. posječuje kapetan Juan Pardo s nekih 100.-tinu ljudi, tražeći put na za zapad za Meksiko, kako bi izbjegao opasnu plovidbu oko poluotoka Floride. Prvi zapisi o njima upravo potječu od Parda, a on kaže da su živjeli u selima od velikih drvenih kuća. John Lederer dolazi među njih 1670., naziva ih imenom 'Wisacky,' i kaže da su pod autoritetom velikog poglavice plemena Catawba. Prema Johnu Lawsonu koji je došao među 1701. gotovo svi su naseljeni u dva velika sela, a bilo ih je najmanje 1,000, a spekulira se da je bilo i do 2,000 duša. Četrnaest godina poslije Lawsona (1715) Waxhawi se priključuju ustanku Yamasee Indijanaca u borbi protiv engleskih kolonista. Na ovaj potez Englezi nagovaraju Catawbe da ih napadnu, prilikom čega ih je više od polovice pobijeno. Dio ih se tada priključio pobjednicima Catawbama a njih 25 pobjeglo je plemenu Yamasee na Floridu. Danas se vode kao nestali. 

## Vanjske poveznice
- Waxhaw Indian Tribe History
- The Waxhaw Indians  Arhivirana inačica izvorne stranice od 30. kolovoza 2007. (Wayback Machine)